# James Charles McGuigan
James Charles McGuigan (Hunter River, 26 novembre 1894 – Toronto, 8 aprile 1974) è stato un cardinale e arcivescovo cattolico canadese.

## Biografia
Nacque a Hunter River il 26 novembre 1894 da George Hugh McGuigan e Anne Monaghan.
Il 31 gennaio 1930 fu nominato arcivescovo di Regina; l'arcidiocesi comprende la parte meridionale della provincia canadese del Saskatchewan e la sede arcivescovile è la città di Regina, dove si trova la cattedrale della Madonna del Rosario. Lasciò Regina nel 1934, quando venne nominato arcivescovo di Toronto, carica che mantenne fino al 1971, quando si dimise.
Papa Pio XII lo elevò al rango di cardinale nel concistoro del 18 febbraio 1946.
Morì l'8 aprile 1974 all'età di 79 anni.

## Conclavi
Il cardinale McGuigan partecipò ai conclavi:
- conclave del 1958, che elesse papa Giovanni XXIII
- conclave del 1963, che elesse papa Paolo VI

## Genealogia episcopale e successione apostolica
La genealogia episcopale è:
- Cardinale Scipione Rebiba
- Cardinale Giulio Antonio Santori
- Cardinale Girolamo Bernerio, O.P.
- Arcivescovo Galeazzo Sanvitale
- Cardinale Ludovico Ludovisi
- Cardinale Luigi Caetani
- Cardinale Ulderico Carpegna
- Cardinale Paluzzo Paluzzi Altieri degli Albertoni
- Papa Benedetto XIII
- Papa Benedetto XIV
- Papa Clemente XIII
- Cardinale Bernardino Giraud
- Cardinale Alessandro Mattei
- Cardinale Pietro Francesco Galleffi
- Cardinale Giacomo Filippo Fransoni
- Cardinale Carlo Sacconi
- Cardinale Edward Henry Howard
- Cardinale Casimiro Gennari
- Arcivescovo Pellegrino Francesco Stagni, O.S.M.
- Arcivescovo Henry Joseph O'Leary
- Cardinale James Charles McGuigan

La successione apostolica è:
- Vescovo Francis Patrick Carroll (1936)
- Arcivescovo Martin Michael Johnson (1936)
- Vescovo Benjamin Ibberson Webster (1946)
- Arcivescovo Michael Cornelius O'Neill (1948)
- Vescovo Kenneth Roderick Turner, S.F.M. (1948)
- Vescovo Francis Joseph Klein (1952)
- Arcivescovo Paul Bernier (1952)
- Vescovo Michael Alphonsus Harrington (1952)
- Vescovo Francis Valentine Allen (1954)
- Cardinale Umberto Mozzoni (1954)
- Vescovo Francis Anthony Marrocco (1956)
- Cardinale George Bernard Flahiff, C.S.B. (1961)
- Arcivescovo Joseph Lawrence Wilhelm (1963)